# Мустафина, Алия Фархатовна
Алия́ Фарха́товна Муста́фина ( род. 30 сентября 1994, Егорьевск, Московская область) — российская гимнастка, двукратная олимпийская чемпионка в упражнениях на брусьях, пятикратный призёр Олимпийских игр. Трёхкратная чемпионка мира, пятикратная чемпионка Европы, семикратный призёр чемпионатов Европы и девятикратный призёр чемпионатов мира. 
В 2012 году признана спортсменкой года в России. Лауреат приза «Серебряная лань». Заслуженный мастер спорта России.

## Биография

### Семья
Отец гимнастки Фаргат Мустафин, татарин по национальности был бронзовым призёром Олимпийских игр 1976 года в Монреале по греко-римской борьбе, а также тренером в спортивной школе ЦСКА. Мать Алии, Елена Анатольевна Кузнецова, русская по национальности, учитель физики. Младшая сестра Алии — Наиля Мустафина также занимается спортивной гимнастикой и является мастером спорта, но после травмы ушла из профессионального спорта, участвуя в любительских соревнованиях. Бабушка и дедушка по материнской линии были родом из Волкова Егорьевского района Московской области, а предки по отцовской линии — из деревни Малое Рыбушкино Краснооктябрьского района Нижегородской области.

### Начало карьеры
В шесть лет отец привёл Алию в спортивную секцию. Алия выигрывала одно за другим детские соревнования, затем юниорские: она завоевала 5 золотых медалей на III Спартакиаде учащихся. Но через некоторое время оставила тренировки: из-за отсутствия взаимопонимания Алия вступила в конфликт со своим тренером Диной Камаловой и не приходила в зал. После Алия всё же вернулась, но тренироваться стала у Александра Александрова, с которым у неё сложились доверительные отношения.

### Юниорская профессиональная карьера
В сентябре 2007 года Алия выступила на неофициальном чемпионате мира среди юниоров «Junior International» в Йокогаме, где завоевала 5 серебряных медалей — в абсолютном первенстве и отдельных видах многоборья, уступив только выигравшей 5 золотых медалей американке Ребекке Бросс.
Во французском Клермон-Ферране на юниорском первенстве Европы 2008 года по спортивной гимнастике Мустафина вместе с Татьяной Набиевой, Анной Дементьевой, Татьяной Соловьёвой и Анастасией Новиковой заняла первое место в командном турнире, набрав 180,625 балла. Более 10 баллов россиянкам уступили француженки, завоевавшие серебро. При этом сумма баллов в команде российских юниорок превысила результаты взрослых соотечественниц на 4,200 балла. В многоборье Алия завоевала серебряную медаль, уступив только Татьяне Набиевой.

### Взрослая карьера 2009—2013
На чемпионате России 2009 года в женском многоборье Алия завоевала золото, опередив Ксению Семёнову и Татьяну Набиеву. Вторую золотую медаль спортсменка выиграла в составе команды Москвы, в которой выступали Юлия Бергер, Елена Замолодчикова, Анна Мыздрикова, Елена Сырникова и Мария Чибискова. В отдельных видах многоборья она также не осталась без медалей, завоевав полный комплект наград: серебро (брусья), бронзу (вольные упражнения) и золото (бревно).
На Кубке России Алия одержала победу в многоборье. Соревнования были отборочными на чемпионат мира, но спортсменка не смогла принять в них участия, так как ей ещё не исполнилось 16 лет, что по правилам Международной федерации гимнастики препятствует участию в официальных международных стартах.
На Всемирной Гимназиаде в катарской Дохе россиянка завоевала пять золотых медалей, выиграв турнир в многоборье, в составе команды (Дементьева, Мусина, Набиева, Свиридова), в вольных упражнениях, а также в упражнениях на бревне и брусьях. Кроме того, в активе Мустафиной серебро в опорном прыжке.
В 2010 году первым стартом спортсменки после длительного перерыва, связанного с травмой, стал четвёртый этап Кубка мира, где она показала второй результат в упражнении на бревне и 4-й на брусьях.
Следующим стартом для Алии стал чемпионат Европы 2010 года в Бирмингеме, где она вместе с Ксенией Семёновой, Анной Мыздриковой, Екатериной Курбатовой, Татьяной Набиевой завоевала золото, набрав 169,700 балла и дважды стала серебряным призёром: в упражнении на брусьях, получив 15,050 балла и в упражнении на бревне с суммой 14,375 балла.
В рамках подготовки к чемпионату мира в Роттердаме сборная России приняла участие в розыгрыше Открытого Кубка Японии. Алия, Татьяна Набиева, Анна Дементьева, Рамиля Мусина и Ксения Афанасьева обыграли ближайших соперниц — гимнасток Японии — на четыре балла (173,850 и 169,850 соответственно). В многоборье Алия показала третий результат (57,100 балла).
На Кубке России в Челябинске Алия выиграла в финале многоборья с результатом 62,271 балла, опередив серебряного призёра Ксению Афанасьеву на 3,597 балла, выиграв вольные упражнения и брусья, став второй в опорном прыжке, на бревне — третьей.
По результатам выступлений на протяжении сезона и модельных тренировок на «Озере Круглом» вошла в состав команды на чемпионат мира 2010, где планировала завоевать медали на брусьях, в опорном прыжке и в многоборье. Специально к чемпионату Алия усложнила программу в опорном прыжке, разучив сложнейший прыжок с базовой стоимостью 6,5 (на тот момент) — «2,5 винта Юрченко». Своим выступлением в квалификации Алия подтвердила серьёзность своих намерений, выйдя с первым результатом в финал многоборья и отобравшись в финал всех 4 отдельных видов, что последний раз удавалось Светлане Хоркиной в 1997 году. 
В финале многоборья Алия завоевала золотую медаль с результатом 61,032 балла, опередив на 1,034 балла китайскую гимнастку Цзян Юйюань. Российской гимнасткой, ставшей чемпионкой мира в личном многоборье, до Алии была Светлана Хоркина, которая первенствовала в 2003 году в американском Анахайме. Кроме золотых медалей в командном и индивидуальном первенстве, Алия трижды становилась серебряным призёром в отдельных видах многоборья — опорном прыжке, брусьях и вольных упражнениях. На бревне спортсменка упала и выбыла из борьбы за медали. В финале опорного прыжка Алия была вправе рассчитывать не на серебро, а на золото, но во второй попытке судьи оценили сложность прыжка в 5,7 балла вместо 6,1. Руководители сборной России подали в Апелляционное жюри Международной федерации гимнастики протест, но он был отклонён. В итоге Алия, дебютантка чемпионата, завоевала самое большое на чемпионате количество медалей — 5 (2 золота и 3 серебра), что позволило сборной России занять второе общекомандное место после Китая. С победой на чемпионате мира Алию поздравил Дмитрий Медведев.
Первым стартом в 2011 году для Алии стало выступление на этапе Кубка мира в Джэксонвилле, где в многоборье она стала серебряным призёром, уступив американке Джордин Уибер 0,068 балла.
В рамках подготовки к чемпионату Европы она также выступила на этапе Кубка мира в Париже, где первенствовала в 3 видах многоборья — опорном прыжке, упражнении на брусьях и бревне. Благодаря трём победам Мустафиной, россияне показали лучший результат в общекомандном зачёте.
На чемпионате Европы в 2013 году, который проходил в Москве, завоевала «золото» в многоборье и на брусьях, квалифицировалась в финал на вольных упражнениях, но отдала право на участие подруге по команде попавшей в резерв Анастасии Гришиной, в финал на бревне не прошла, так как в квалификации выступила на этом снаряде неудачно.

### Травма
8 апреля 2011 года на чемпионате Европы Алия повредила ногу в первом же виде финальных соревнований в многоборье — при приземлении после выполнения опорного прыжка. Помост абсолютная чемпионка мира-2010 покинула на руках у одного из тренеров команды. Судьи оценили выступление Мустафиной в 15,375 балла. Благодаря этой оценке, Алия возглавила протокол соревнований после первого снаряда, но из-за полученной травмы была вынуждена сняться с соревнований. После обследования немецкими врачами был диагностирован разрыв крестообразных связок левого колена. 13 апреля спортсменка была прооперирована в специализированной клинике доктором Михаэлем Штробелем, который в своё время лечил немецкого теннисиста Бориса Беккера. Из-за длительной реабилитации спортсменка пропустила чемпионат мира, а начала тренироваться спустя 3 месяца после травмы. Элизабет Твиддл, которая в своей карьере травмировалась несколько раз, отметила, что для неё было удивительным, как быстро гимнастка восстановилась после тяжелейшей травмы, добавив при этом, что она переживала за неё. Тренер сборной Андрей Родионенко считал, что страх за свою ногу останется на всю жизнь, что не позволило бы гимнастке выступать на том же уровне и дальше. Алия заявляла, что страха как не было, так и нет.

### Олимпийские игры 2012
В рамках подготовки к летним Олимпийским играм Алия участвовала на чемпионате Европы, а также в чемпионате и кубке России. На Олимпийских играх в Лондоне Мустафина квалифицировалась в финал как в индивидуальных соревнованиях (в многоборье, а также в упражнениях на брусьях и вольных упражнениях), так и в составе сборной России в командном первенстве. Вместе с соотечественницами Алия выиграла серебро в командном многоборье. Её напарницами по сборной были Виктория Комова, Анастасия Гришина, Ксения Афанасьева и Мария Пасека. В финале командного многоборья улучшила свой же квалификационный результат. Также Алия в тяжелейшей борьбе выиграла бронзу в индивидуальном многоборье. При абсолютно одинаковом количестве баллов россиянка получила третье место по дополнительному показателю — сумма баллов в трёх дисциплинах из четырёх, без учёта очков на худшем снаряде. Алия не стала делать тот элемент, из-за которого получила травму — «2,5 винта Юрченко». В соревнованиях на разновысоких брусьях Алия завоевала золотую олимпийскую медаль, набрав 16,133 балла. В XXI веке это было первое российское «золото» на Олимпийских играх в этом виде спорта. Олимпийскую чемпионку поздравили глава государства Владимир Путин, министр спорта Виталий Мутко и президент Республики Татарстан Рустам Минниханов. Светлане Хоркиной, чей рекорд повторила Алия в 2010 году, приятно, что гимнастка получила золотую медаль на её любимом снаряде. Британские СМИ, которые надеялись, что их соотечественница завоюет олимпийское золото, признали превосходство российской спортсменки над Элизабет Твиддл. В вольных упражнениях Алия взяла бронзовую медаль. Имея одинаковое количество очков с Ванессой Феррари, россиянка оказалась выше благодаря более высокой оценке за исполнение. По итогам Игр Алия стала самой упоминаемой спортсменкой в российских социальных сетях, а также самой титулованной россиянкой на Играх в Лондоне.

### Второй олимпийский цикл
В интервью после Игр Алия заявила, что не собирается бросать спортивную гимнастику и хочет побывать на следующей Олимпиаде в Рио-де-Жанейро. Первым стартом спортсменки после Олимпийских игр должен был стать этап Кубка мира в Штутгарте. Женская сборная России во главе с олимпийской чемпионкой одержала победу в командных соревнованиях, набрав 109,450 балла. В 2013 году тренером гимнастки стала Раиса Ганина

### Универсиада 2013
За неделю до соревнований у Мустафиной было сильное простудное заболевание: «Алия не травмирована, просто вынуждена была пройти обследование. Врачи разрешили ей принять участие в соревнованиях, но она неделю не тренировалась». Несмотря на это, гимнастка в составе команды добыла золотую медаль с суммой 175,500 балла, стала победительницей Универсиады в индивидуальном многоборье, несмотря на падение на бревне, набрала 57,900 балла. Алия одержала победу в соревнованиях на разновысоких брусьях с результатом 15,200 баллов, также заняла второе место в упражнениях на бревне с суммой 14,525 балла.

### Чемпионат мира 2013
Женская сборная России приехала в Антверпен в ослабленном составе. Из-за травм не приехали медалистки Олимпиады: Ксения Афанасьева, Мария Пасека и Анастасия Гришина. Вместо Виктории Комовой тренеры заявили Анну Родионову. Помимо Родионовой Россию в многоборье представляла Алия. Именно ей отводили роль одной из претенденток на победу. В квалификации Мустафина показала лишь 5-й результат. В финальный день многоборья Мустафина стояла на четвёртой позиции, но после исполнения вольных упражнений Алия удержала позицию и выиграла бронзу с результатом 58, 856 баллов. В финале на отдельных снарядах, в упражнениях на разновысоких брусья стала бронзовым призёром чемпионата мира в выступлениях на брусьях с суммой баллов 15,033. Мустафина в заключительный день чемпионата мира принесла российской команде единственное золото. Алия победила в упражнении на бревне с суммой 14,900 балла. В итоге сборная России в общекомандном зачёте оказалась на 4-м месте. Алия с одним «золотом» и двумя бронзовыми наградами заняла второе место в личном зачёте, уступив Симоне Байлз.

### 2014 год
По окончании прошлого сезона Алия Мустафина собиралась уйти из спорта. «В конце прошлого года она подошла ко мне и заявила, что очень устала и хочет уйти из гимнастики, — вспоминает Андрей Родионенко. — И я её понимаю. В прошлом сезоне она успешно выступала и на апрельском чемпионате Европы в Москве, и летом на Универсиаде в Казани. А осенью сумела завоевать золотую и бронзовую награды на чемпионате мира в Бельгии». Руководство сборной дало гимнастке небольшой отдых (около месяца). В феврале гимнастка продолжила тренироваться и готовиться к Чемпионату России.
На Чемпионате Европы 2014, который проходил в Софии, Алия завоевала бронзовую награду в составе команды и в упражнениях на бревне. Также заняла второе место в упражнениях на брусьях с результатом 15,266, уступив первое место Реббеке Дауни. В середине июня перенесла операцию на голеностопе в Германии, около месяца проходила реабилитацию.
В августе 2014 года выиграла соревнования в индивидуальном многоборье на Кубке России, проходившем в Пензе.
С декабря 2014 года тренируется под руководством тренера Сергея Старкина. Также в конце декабря гимнастка прошла курс лечения спины в Германии и по возвращении в Россию продолжила медикаментозное лечение.

### Чемпионат мира
Женская Сборная России приехала на соревнования в обновлённом составе. Мустафина завоевала бронзу в командных соревнованиях и заняла четвёртое место в личном многоборье (57,915 балла). Как оказалось, гимнастка выступала с температурой. На вольных упражнениях Мустафина села на ковёр, потеряв равновесие. Также Алия завоевала в последний день чемпионата мира две бронзовые медали на бревне и вольных упражнениях. На последнем снаряде гимнастка увеличила свою базовую стоимость и назвала свой риск оправданным.
После чемпионата мира гимнастка рассказала о том, что чувствовала усталость после Игр, поэтому, взяв отдых продолжительностью 1,5 месяца после чемпионата мира 2013 и после операции в Германии на голеностопе в июне 2014, не успела увеличить базовую стоимость.

### 2015 год
В феврале сказала о том, что пропустит Чемпионат России и Европы из-за восстановления, будет готовиться к I Европейским играм, Универсиаде 2015, отборочному Чемпионату Мира 2015. На Европейских играх стала чемпионкой в командном и абсолютном первенствах, а также на разновысоких брусьях, взяла также серебряную медаль в вольных упражнениях.

### 2016 год
Алия включена в заявку сборной России на Олимпийские игры 2016 года. Завоевала в составе сборной России серебряные медали командного первенства по спортивной гимнастике, бронзовую медаль в личном первенстве, а также второй раз подряд выиграла титул чемпионки в упражнениях на разновысоких брусьях.
Алия заявила, что после Игр возьмёт двухлетнюю паузу, а затем возобновит тренировки для подготовки к участию в Олимпийских играх в Токио.

### 2017 год
Алия решила возобновить тренировки с 3-го сентября 2017 года для подготовки к чемпионату Европы 2018.

## Достижения
Двукратная олимпийская чемпионка 2012 и 2016 годов в упражнении на брусьях, двукратный серебряный и трехкратный бронзовый призёр ОИ 2012 и 2016 годов. Трёхкратная чемпионка мира: абсолютная чемпионка мира 2010 года, чемпионка мира в командном первенстве 2010 года; трёхкратная вице-чемпионка мира 2010 года на отдельных снарядах, чемпионка мира 2013 года в упражнениях на бревне; двукратный бронзовый призёр чемпионата мира 2013 года в абсолютном первенстве и в упражнении на брусьях; чемпионка и двукратный серебряный призёр чемпионата Европы 2010 года; чемпионка Европы 2013 года в абсолютном первенстве и в упражнении на брусьях; серебряный призёр чемпионата Европы 2012 года в командном первенстве; победительница и призёр этапов Кубка мира; многократная чемпионка России и обладательница Кубка России; трёхкратная чемпионка Универсиады-2013, серебряный призёр Универсиады-2013, серебряный призёр Чемпионата Европы 2014, двукратный призёр Чемпионата Европы 2014 в командном первенстве, в упражнении на бревне; трёхкратный бронзовый призёр Чемпионата Мира 2014 (командное первенство, бревно, вольные).

## Характер
Старший тренер сборной Валентина Родионенко считает, что, несмотря на трудный характер, у олимпийской чемпионки есть важное качество для любого спортсмена: она может в нужный момент собраться. Тренер спортсменки Александр Александров же утверждает, что у всех чемпионов сложный характер, при этом он не любит покладистых. Одновременно с этим, Александр Сергеевич не считает, что Алия — самая сложная ученица в составе сборной. Отец гимнастки также не отрицает сложность её характера, при этом добавляет, что она очень ранимая. Также гимнастка признаётся в эмоциональном вампиризме. Сама же Алия считает, что, по сравнению с сестрой, она спокойная.

## Личная жизнь
Алия в 2012 году окончила среднюю школу и в 2013 году поступила в университет физической культуры. Гимнастка признаётся, что не очень хочет быть тренером в будущем. «Я бы не сказала, что я очень хочу быть тренером в будущем, но по крайней мере сейчас я могу совмещать учёбу и спорт. Приятно знать, что когда я закончу со спортом, у меня будет образование и я смогу работать тренером, в то же время присматриваясь и выбирая то, чем я действительно хочу заниматься».
С сентября 2015 года встречалась с бобслеистом сборной России Алексеем Зайцевым, 3 ноября 2016 года вступила с ним в официальный брак. В июне 2017 года у пары родилась дочь Алиса. В 2018 году пара развелась.

## Созданные элементы
В Code of Points (2017-2020) существует 2 элемента, впервые исполненных Алиёй Мустафиной и названных её честь:
| Элемент                                                        | Год, когда исполнен впервые | Соревнование, где впервые исполнен | Группа сложности | Снаряд              | Тип элемента |
| -------------------------------------------------------------- | --------------------------- | ---------------------------------- | ---------------- | ------------------- | ------------ |
| Два сальто назад в группировке с поворотом на 540° (1,5 винта) | 2010                        | Чемпионат Мира в Роттердаме        | Е (0,5)          | Разновысокие брусья | Соскок       |
| 3 поворота с ногой в вертикальном шпагате                      | 2014                        | Чемпионат Мира в Наньнине          | Е (0,5)          | Вольные упражнения  | 0            |

Алие Мустафиной часто приписывают создание опорного прыжка (рондат, фляк с поворотом на 180 (собака) и винт прогнувшись вперед), который оценен в 5,6 баллов сложности (2017-2020 CoP), но после его исполнения в 2010, судьи не засчитали его, ввиду неявного исполнения, и снизили базовую сложность прыжка, поменяв сам элемент на рондат, фляк с поворотом на 180 (собака) и винт углом вперед с более низкой базой. Также Алие Мустафиной часто ошибочно приписывают создание элемента-перелёта на разновысоких брусьях (перелет Шапошниковой поставить-снять с поворотом на 360°). На самом деле элемент был внесен в список под именем немецкой гимнастки Элизабет Зайц, хотя Алия действительно его выполняла, но уже на более поздних соревнованиях (группа Е, +0,5 к сложности).

## Результаты
| Год  | Турнир                    | Город          | Стадия       | Опорный прыжок            | Разновысокие брусья | Бревно               | Вольные упражнения   | Многоборье                | Многоборье           |
| Год  | Турнир                    | Город          | Стадия       | Опорный прыжок            | Разновысокие брусья | Бревно               | Вольные упражнения   | Командное                 | Личное               |
| ---- | ------------------------- | -------------- | ------------ | ------------------------- | ------------------- | -------------------- | -------------------- | ------------------------- | -------------------- |
| 2007 | Спартакиада учащихся      | Пенза          | Финал        | 13,025 (6)                | 15,250              | 16,000               | 14,900               | 516,100                   | 121,400              |
| 2007 | Junior International      | Йокогама       | Финал        | 14,750                    | 15,250              | 15,450               | 14,100               |                           | 59,800               |
| 2008 | Чемпионат Европы (юниоры) | Клермон-Ферран | Квалификация | 14,375 (4)                | 15,600 (1)          | 15,525 (3)           | 14,800 (2)           |                           |                      |
| 2008 | Чемпионат Европы (юниоры) | Клермон-Ферран | Финал        | 3-я от страны             | 14,475 (4)          | снялась              | 14,345 (4)           | 180,625                   | 60,300               |
| 2009 | Чемпионат России          | Брянск         | Квалификация |                           |                     |                      |                      |                           | 58,050 (4)           |
| 2009 | Чемпионат России          | Брянск         | Финал        |                           | 15,300              | 14,950               | 14,700               | 170,030                   | 58,550               |
| 2009 | Кубок России              | Пенза          | Квалификация |                           |                     |                      |                      |                           | 58,534 (1)           |
| 2009 | Кубок России              | Пенза          | Финал        |                           |                     |                      |                      |                           | 59,434               |
| 2009 | Гимназиада                | Доха           | Квалификация | 14,425 (2)                | 14,750 (2)          | 13,100 (8)           | 14,650 (1)           |                           |                      |
| 2009 | Гимназиада                | Доха           | Финал        | 13,900                    | 14,825              | 14,175               | 14,575               | 169,700                   | 57,350               |
| 2010 | Кубок мира                | Париж          | Квалификация |                           | 14,750 (5)          | 14,250 (3)           |                      |                           |                      |
| 2010 | Кубок мира                | Париж          | Финал        |                           | 14,500 (4)          | 14,175               |                      |                           |                      |
| 2010 | Чемпионат Европы          | Бирмингем      | Квалификация |                           | 15,200 (2)          | 14,750 (2)           | 14,325 (2)           | 168,325 (1)               |                      |
| 2010 | Чемпионат Европы          | Бирмингем      | Финал        |                           | 15,050              | 14,375               | 13,225 (8)           | 169,700                   |                      |
| 2010 | Открытый кубок Японии     | Токио          | Финал        |                           |                     |                      |                      | 173,850                   | 57,100               |
| 2010 | Кубок России              | Челябинск      | Квалификация | 15,167 (1)                | 15,834 (1)          | 14,370 (3)           | 14,450 (3)           |                           | 59,821 (1)           |
| 2010 | Кубок России              | Челябинск      | Финал        | 13,963                    | 14,775              | 14,850               | 15,300               |                           | 62,271               |
| 2010 | Чемпионат мира            | Роттердам      | Квалификация | 15,283 (1)                | 15,300 (4)          | 14,933 (6)           | 14,833 (1)           | 234,521 (1)               | 60,666 (1)           |
| 2010 | Чемпионат мира            | Роттердам      | Финал        | 15,066                    | 15,600              | 13,766 (7)           | 14,766               | 175,397                   | 61,032               |
| 2010 | Кубок Воронина            | Москва         | Финал        |                           | 15,500              |                      | 14,700               | 116,650                   | 58,900               |
| 2011 | Кубок мира                | Джэксонвилл    | Финал        | 15,566 (2)                | 15,766 (1)          | 14,833 (3)           | 13,666 (6)           |                           | 59,831               |
| 2011 | Кубок мира                | Париж          | Квалификация | 14,433 (2)                | 15,833 (1)          | 15,333 (1)           |                      |                           |                      |
| 2011 | Кубок мира                | Париж          | Финал        | 14,933                    | 15,733              | 14,866               |                      |                           |                      |
| 2011 | Чемпионат Европы          | Берлин         | Квалификация | 14,487 (3)                | 15,600 (1)          | 14,900 (1)           | 14,525 (2)           |                           | 59,750 (1)           |
| 2011 | Чемпионат Европы          | Берлин         | Финал        | снялась                   | снялась             | снялась              | снялась              |                           | 15,375 (24)          |
| 2012 | Чемпионат России          | Пенза          | Квалификация |                           |                     |                      |                      | 273,465 (1)               |                      |
| 2012 | Чемпионат России          | Пенза          | Финал        |                           | 16,220              | 13,680 (5)           |                      | 171,234                   | 59,533               |
| 2012 | Gym cup                   | Виль           | Финал        |                           |                     |                      |                      | 177,300                   | 58,950               |
| 2012 | Чемпионат Европы          | Брюссель       | Квалификация |                           | 14,533 (5)          |                      | 12,966 (32)          | 172,562 (2)               |                      |
| 2012 | Чемпионат Европы          | Брюссель       | Финал        |                           | 3-я от страны       |                      |                      | 175,536                   |                      |
| 2012 | Кубок России              | Пенза          | Финал        |                           | 16,150              | 15,000               | 14,750               | 175,204                   | 59,167               |
| 2012 | Олимпийские игры          | Лондон         | Квалификация |                           | 15,700 (5)          | 14,700 (12)          | 14,433 (8)           | 180,429 (2)               | 59,966 (5)           |
| 2012 | Олимпийские игры          | Лондон         | Финал        |                           | 16,133              |                      | 14,900               | 178,530                   | 59,566               |
| 2013 | Чемпионат Европы          | Москва         | Финал        | не проходила квалификацию | 15,300              | не квалиф.           | снялась              | без командного многоборья | 59.032               |
| 2013 | Летняя Универсиада        | Казань         | Финал        | не квалифицировалась      | 15,200              | 14,525               | 12,875 (8)           | 175,500                   | 57,900               |
| 2013 | Чемпионат мира            | Антверпен      | Квалификация | 14,366(10)                | 14,900(5)           | 14,133 (8)           | 13,166 (25)          | без командного многоборья | 57,165 (5)           |
| 2013 | Чемпионат мира            | Антверпен      | Финал        | не квалифицировалась      | 15,033              | 14,900               | не квалифицировалась | без командного многоборья | 58,856               |
| 2014 | Чемпионат мира            | Наньнин        | Квалификация | не проходила квалификацию | 15,166 (5)          | 14,308 (8)           | 14,500 (5)           |                           | 58,874 (2)           |
| 2014 | Чемпионат мира            | Наньнин        | Финал        |                           | 15,100 (6)          | 14,166               | 14,733               | 171,462                   | 57,915 (4)           |
| 2015 | Европейские игры          | Баку           | Квалификация | не проходила квалификацию | 15,200 (1)          | 14,566 (2)           | 13,966 (1)           |                           | 58,865 (1)           |
| 2015 | Европейские игры          | Баку           | Финал        |                           | 15,400              |                      | 14,200               | 116,897                   | 58,566               |
| 2016 | Олимпийские игры          | Рио-де-Жанейро | Квалификация | не проходила квалификацию | 15,833 (2)          | 13,033 (55)          | 14,066 (17)          | 174,620 (3)               | 58,098 (6)           |
| 2016 | Олимпийские игры          | Рио-де-Жанейро | Финал        |                           | 15,900              | не квалифицировалась | не квалифицировалась | 176,688                   | 58,665               |
| 2018 | Чемпионат мира            | Доха           | Квалификация | не проходила квалификацию | 14.433 (6)          | 13.233 (16)          | 13.200 (17)          | 165.497 (2)               | 40.866 (142)         |
| 2018 | Чемпионат мира            | Доха           | Финал        |                           | 14.433 (5)          | не квалифицировалась | не квалифицировалась | 162.863                   | не квалифицировалась |

## Награды и спортивные звания
- Орден Почёта (25 августа 2016 года) — за высокие спортивные достижения на Играх XXXI Олимпиады 2016 года в городе Рио-де-Жанейро (Бразилия), проявленные волю к победе и целеустремлённость[160].
- Медаль «За трудовую доблесть» (Минобороны) (2016 год)[161].
- «Серебряная лань» — лучший спортсмен года (Федерация спортивных журналистов России, 18 декабря 2013 года)[162].
- Почётная грамота Президента Российской Федерации (19 июля 2013 года) — за высокие спортивные достижения на XXVII Всемирной летней универсиаде 2013 года в городе Казани[163].
- Орден Дружбы (13 августа 2012 года) — за большой вклад в развитие физической культуры и спорта, высокие спортивные достижения на Играх XXX Олимпиады 2012 года в городе Лондоне (Великобритания)[164].
- Заслуженный мастер спорта России (21 июня 2010 года)[165].
- Мастер спорта России (31 марта 2009 года)[166].
- Мастер спорта России международного класса (22 декабря 2008 года)[167].